# Acalolepta pseudosericans
Acalolepta pseudosericans är en skalbaggsart som först beskrevs av Stefan von Breuning 1949.  Acalolepta pseudosericans ingår i släktet Acalolepta och familjen långhorningar. Inga underarter finns listade i Catalogue of Life.